# Sara Mesa
Pour les articles homonymes, voir Mesa.
Sara Mesa, née en 1976 à Madrid dans la communauté de Madrid, est une romancière et poète espagnole.

## Biographie
Elle naît en 1976 à Madrid, dans une famille aux revenus modestes (le père est employé de bureau, la mère est mère au foyer) et grandit à Séville. Elle endure de nombreux interdits de son père qui veut tout contrôler.
Elle a fait des études de journalisme et de Lettres hispaniques. Elle réside à Séville. 
Elle commence par écrire de la poésie avant de se tourner vers la littérature pour enfants, puis pour adultes. En 2007, elle publie son premier recueil de poésie, Este jilguero agenda. En 2008, elle publie sa première œuvre destinée à la jeunesse, le recueil La sobriedad del galápago. En 2010, elle publie son premier roman, El trepanador de cerebros.
En 2012, elle est finaliste du prix Herralde avec le roman Quatre par quatre (Cuatro por cuatro) qui narre la vie en vase clos et proche d'un régime totalitaire d'un pensionnat coupé du monde.
En 2015, elle publie le roman Cicatrice (Cicatriz) qui évoque les relations amoureuses à l'ère des réseaux sociaux. Elle reçoit le prix Ojo Critico (es) pour ce roman.
En 2020 elle publie le roman Un Amor, roman traduit en français et publié en avril 2022 sous le titre Un Amour. Ce roman est adapté au cinéma par Isabelle Coixet en 2023.
En 2022, elle publie le roman La familla,roman traduit en français et publié en 2024 sous le titre Une famille.

## Œuvre

### Romans et recueils de nouvelles
- La sobriedad del galápago (2008)
- No es fácil ser verde (2009)
- El trepanador de cerebros (2010)
- Un incendio invisible (2011)
- Cuatro por cuatro (2012) Publié en français sous le titre Quatre par quatre, traduction de Delphine Valentin, Paris, Rivages, coll. « Littérature étrangère », 2015
- Cicatriz (2015) Publié en français sous le titre Cicatrice, traduction de Delphine Valentin, Paris, Rivages, coll. « Littérature étrangère », 2017
- Mala letra (2016)
- Cara de pan (2018)
- Silencio administrativo (2019)
- Un amor (2020) Publié en français sous le titre Un amour, traduction de Delphine Valentin, Paris, Grasset, coll. « En lettres d'ancre », 2022
- Perrita country (2021)
- La familia (2022) Publié en français sous le titre La famille, traduction de Delphine Valentin, Paris, Grasset, coll. « En lettres d'ancre », 2024

### Recueil de poésie
- Este jilguero agenda (2007)

## Prix et distinctions notables
- Finaliste du prix Herralde en 2012 pour Quatre à quatre (Cuatro por cuatro).
- Prix Ojo Critico (es) en 2015 pour Cicatrice (Cicatriz).